# 朱睦栲
沈丘榮定王朱睦栲（1499年—1549年），明朝周藩第三代沈丘王，沈丘靖和王朱安涪的庶長子。

## 生平
嘉靖三年五月十日（1524年6月11日），其父朱安涪去世。七月，消息傳到明政府，朱睦栲乞出城送葬，明世宗許之。
嘉靖六年（1527年）九月，明世宗遣新寧伯譚綸等為正使，編修張星等為副使，持節冊封朱睦栲為沈丘王，夫人劉氏為沈丘王妃。
嘉靖二十八年（1549年）去世。嘉靖三十年（1551年）十二月，其嫡長子朱勤㷒即位。

## 家庭

### 妻
- 劉氏，封沈丘王妃[4][2]

### 子
- 嫡長子：沈丘長子→沈丘莊懿王朱勤㷒
- 第二子：鎮國將軍朱勤𤍓[2]
- 第三子：鎮國將軍朱勤𤌉[2]

## 評價
寵禄光大，純行不爽